# Соромлор (бассейн Казыма)
Соромлор — озеро в Белоярском районе Ханты-Мансийского автономного округа Тюменской области России. Расположено в большом заозёренном регионе в междуречье рек Казым, Нюрымъюган и Сорум.
На западном берегу из озера берёт начало правый приток Казыма, река Локхотынгвис.
Берега озера болотистые, на южном узкой полосой произрастают деревья.
Озеро окружает множество других озёр, как мелких, так и крупных: севернее находится группа озёр Локхотынгвислор, восточнее — озёра Мойёшянгтыайёхан-Лор, южнее — два относительно крупных безымянных.